# العوارض (مدينة حجة)

تعديل مصدري - تعديل

العوارض هي إحدى قرى عزلة قدم بمديرية مدينة حجة التابعة لمحافظة حجة، بلغ تعداد سكانها 468 نسمة حسب تعداد اليمن لعام 2004.